# Ramzi Abid
Pour les articles homonymes, voir Abid.
Ramzi Abid (né le 24 mars 1980 à Montréal, dans la province de Québec au Canada) est un joueur professionnel retraité canadien de hockey sur glace d'origine tunisienne. Il possède un passeport britannique. Il est maintenant un actionnaire et un entraîneur spécialisé de l'Académie de hockey Joel Bouchard.

## Biographie

### Carrière junior
Jouant à l'aile, Abid commence sa carrière professionnelle dans la Ligue de hockey junior majeur du Québec sous le maillot des Saguenéens de Chicoutimi en 1996-1997. Lors de la saison 1997-1998, il inscrit 135 points, le plus grand nombre de points pour un joueur d'aile de l'histoire des Saguenéens dont 85 passes décisives, également un record pour son poste pour Chicoutimi. Il est également sacré meilleur pointeur de la saison et reçoit ainsi le trophée Jean-Béliveau. Il reçoit également le trophée Michel-Brière du meilleur joueur de la saison.
Il est choisi par l'Avalanche du Colorado de la Ligue nationale de hockey lors du  repêchage 1998 en deuxième ronde (28e choix). Le club et le joueur ne parvenant pas à s'entendre sur un accord, il continue à jouer dans la LHJMQ et rejoint en 1998-1999 le Titan d'Acadie-Bathurst avec qui il remporte la Coupe du président de la meilleure équipe des séries de la LHJMQ. Deux saisons plus tard, il rejoint les Mooseheads d'Halifax et en 2000, il atteint 137 points, le plus grand total pour un joueur des Mooseheads ainsi que 80 passes, autant que Brandon Reid la même année pour le plus haut total d'assistances des Mooseheads. Il termine deuxième meilleur pointeur de la saison derrière Brad Richards de l'Océanic de Rimouski.

### Carrière professionnelle
Il se représente au repêchage de la LNH en 2000 et est cette fois choisi par les Coyotes de Phoenix (85e choix). Il ne joue pas pour autant immédiatement dans la grande ligue et rejoint l'équipe réserve des Coyotes : les Springfield Falcons de la Ligue américaine de hockey. En mars 2003, alors qu'il a enfin fait ses débuts dans la LNH, il est échangé contre Jan Hrdina des Penguins de Pittsburgh.
Il ne joue que peu avec les Penguins et profite de la fin de la saison pour se faire soigner une ancienne blessure.
En 2003-2004, il joue 16 matchs pour les Penguins et, pour le lock-out 2004-2005; il rejoint l'équipe réserve des Penguins : les Penguins de Wilkes-Barre/Scranton de la LAH.
Avant le début de la saison d'après, il rejoint les Thrashers d'Atlanta mais encore une fois il passe la majeure partie du temps dans la LAH (pour les Wolves de Chicago) et décide de partir pour la saison 2006-2007 de la LNH aux Predators de Nashville.
En 2007, il signe au CP Berne. Il inscrit le premier but de la Ligue des champions le 12 septembre 2008 lors de la victoire 4-1 de son équipe du CP Berne contre les Nürnberg Ice Tigers.
Fin juin 2010, il signe avec l'EC Red Bull Salzbourg dans le championnat d'Autriche, l'Österreichische Eishockey-Liga.

## Statistiques
| Saison     | Équipe                            | Ligue            |    | Saison régulière | Saison régulière | Saison régulière | Saison régulière | Saison régulière |    | Séries éliminatoires | Séries éliminatoires | Séries éliminatoires | Séries éliminatoires | Séries éliminatoires |
| Saison     | Équipe                            | Ligue            | PJ | B                | A                | Pts              | Pun              | PJ               | B  | A                    | Pts                  | Pun                  |                      |                      |
| 1995-1996  | Riverains du Richelieu            | LHMAAAQ          | 42 | 10               | 14               | 24               | 18               | 4                | 1  | 2                    | 3                    | 2                    |                      |                      |
| 1996-1997  | Saguenéens de Chicoutimi          | LHJMQ            | 65 | 13               | 24               | 37               | 151              | -                | -  | -                    | -                    | -                    |                      |                      |
| 1997-1998  | Saguenéens de Chicoutimi          | LHJMQ            | 68 | 50               | 85               | 135              | 266              | 6                | 3  | 4                    | 7                    | 10                   |                      |                      |
| 1998-1999  | Saguenéens de Chicoutimi          | LHJMQ            | 21 | 11               | 15               | 26               | 97               | -                | -  | -                    | -                    | -                    |                      |                      |
| 1998-1999  | Titan d'Acadie-Bathurst           | LHJMQ            | 24 | 14               | 22               | 36               | 102              | 23               | 14 | 20                   | 34                   | 84                   |                      |                      |
| 1999-2000  | Titan d'Acadie-Bathurst           | LHJMQ            | 13 | 10               | 11               | 21               | 61               | -                | -  | -                    | -                    | -                    |                      |                      |
| 1999-2000  | Mooseheads d'Halifax              | LHJMQ            | 59 | 57               | 80               | 137              | 148              | 10               | 10 | 13                   | 23                   | 18                   |                      |                      |
| 2000-2001  | Falcons de Springfield            | LAH              | 17 | 6                | 4                | 10               | 38               |                  |    |                      |                      |                      |                      |                      |
| 2001-2002  | Falcons de Springfield            | LAH              | 66 | 18               | 25               | 43               | 214              | -                | -  | -                    | -                    | -                    |                      |                      |
| 2002-2003  | Falcons de Springfield            | LAH              | 27 | 15               | 10               | 25               | 50               | -                | -  | -                    | -                    | -                    |                      |                      |
| 2002-2003  | Coyotes de Phoenix                | LNH              | 30 | 10               | 8                | 18               | 30               | -                | -  | -                    | -                    | -                    |                      |                      |
| 2002-2003  | Penguins de Pittsburgh            | LNH              | 3  | 0                | 0                | 0                | 2                | -                | -  | -                    | -                    | -                    |                      |                      |
| 2003-2004  | Penguins de Pittsburgh            | LNH              | 16 | 3                | 2                | 5                | 27               | -                | -  | -                    | -                    | -                    |                      |                      |
| 2004-2005  | Penguins de Wilkes-Barre/Scranton | LAH              | 78 | 26               | 29               | 55               | 119              | 7                | 0  | 2                    | 2                    | 18                   |                      |                      |
| 2005-2006  | Wolves de Chicago                 | LAH              | 75 | 34               | 42               | 76               | 165              | -                | -  | -                    | -                    | -                    |                      |                      |
| 2005-2006  | Thrashers d'Atlanta               | LNH              | 6  | 0                | 2                | 2                | 6                | -                | -  | -                    | -                    | -                    |                      |                      |
| 2006-2007  | Admirals de Milwaukee             | LAH              | 57 | 19               | 30               | 49               | 70               | 2                | 0  | 1                    | 1                    | 6                    |                      |                      |
| 2006-2007  | Predators de Nashville            | LNH              | 13 | 1                | 4                | 5                | 13               | 2                | 0  | 0                    | 0                    | 0                    |                      |                      |
| 2007-2008  | CP Berne                          | LNA              | 41 | 20               | 11               | 31               | 56               |                  |    |                      |                      |                      |                      |                      |
| 2008-2009  | CP Berne                          | LNA              | 31 | 9                | 20               | 29               | 91               | -                | -  | -                    | -                    | -                    |                      |                      |
| 2008-2009  | Rapperswil-Jona Lakers            | LNA              | 7  | 2                | 5                | 7                | 12               | -                | -  | -                    | -                    | -                    |                      |                      |
| 2009-2010  | Traktor Tcheliabinsk              | KHL              | 33 | 3                | 8                | 11               | 36               | -                | -  | -                    | -                    | -                    |                      |                      |
| 2009-2010  | Rögle BK                          | Elitserien       | 10 | 1                | 7                | 8                | 8                | -                | -  | -                    | -                    | -                    |                      |                      |
| 2010       | EC Red Bull Salzbourg             | Trophée européen | 8  | 5                | 1                | 6                | 38               | 3                | 0  | 2                    | 2                    | 4                    |                      |                      |
| 2010-2011  | EC Red Bull Salzbourg             | EBEL             | 48 | 13               | 18               | 31               | 120              | 17               | 5  | 12                   | 17                   | 24                   |                      |                      |
| 2011       | EC Red Bull Salzbourg             | Trophée européen | 11 | 2                | 11               | 13               | 43               | -                | -  | -                    | -                    | -                    |                      |                      |
| 2011-2012  | EC Red Bull Salzbourg             | EBEL             | 48 | 21               | 25               | 46               | 92               | 6                | 1  | 4                    | 5                    | 16                   |                      |                      |
| 2012-2013  | JYP Jyväskylä                     | SM-liiga         | 56 | 22               | 20               | 42               | 82               | 11               | 0  | 3                    | 3                    | 32                   |                      |                      |
| 2013-2014  | JYP Jyväskylä                     | Liiga            | 21 | 3                | 5                | 8                | 29               | -                | -  | -                    | -                    | -                    |                      |                      |
| 2013-2014  | Grizzlys Wolfsbourg               | DEL              | 24 | 2                | 17               | 19               | 52               | 10               | 5  | 5                    | 10                   | 18                   |                      |                      |
| Totaux LNH | Totaux LNH                        | Totaux LNH       | 68 | 14               | 16               | 30               | 78               | 2                | 0  | 0                    | 0                    | 0                    |                      |                      |

## Transactions
- 10 octobre 1999 : échangé aux Mooseheads d'Halifax par le Titan d'Acadie-Bathurst avec des considérations futures contre David Hemsworth, David Séguin et des considérations futures ;
- 11 mars 2003 : échangé aux Penguins de Pittsburgh par les Coyotes de Phoenix avec Dan Focht et Guillaume Lefebvre contre Jan Hrdina et François Leroux ;
- 8 août 2005 : signe un contrat comme agent libre avec les Thrashers d'Atlanta ;
- 21 juillet 2006 : signe un contrat comme agent libre avec les Predators de Nashville ;
- 10 juillet 2007 : signe un contrat comme agent libre avec le CP Berne ;
- 5 août 2009 : signe un contrat comme agent libre avec le Traktor Tcheliabinsk ;
- 1er février 2010 : signe un contrat comme agent libre avec le Rögle BK ;
- 11 juin 2010 : signe un contrat comme agent libre avec le EC Red Bull Salzbourg.

### Trophées
- 1998 dans la LHJMQ : trophée Michel-Brière - meilleur joueur, Jean Béliveau - meilleur pointeur et sélectionné dans la première équipes d'étoiles[12].
- 2000 dans la LHJMQ : sélectionné dans la première équipes d'étoiles[12].
- 2000 dans la Ligue canadienne de hockey : sélectionné dans la première équipes d'étoiles, meilleur pointeur et trophée Ed Chynoweth du meilleur buteur de la coupe Memorial.